# Storebro Bruk

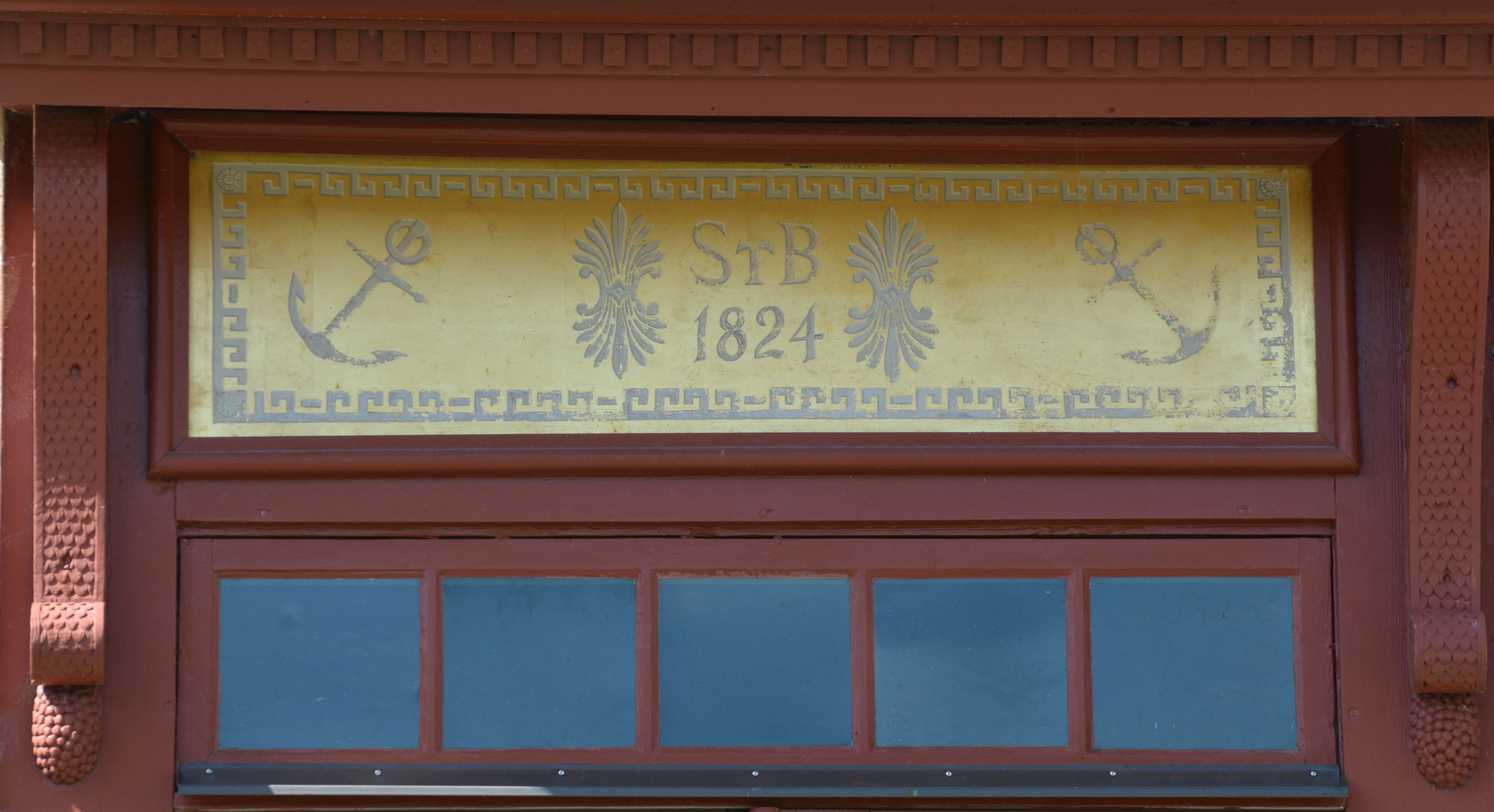
Emblem ovanför ingången till Herrgården i Storebro.

Storebro Bruks AB var ett svenskt järnbruk som startades 1728. I modern tid maskin- och båttillverkare i Storebro i Vimmerby kommun. 

## Historik
År 1728 fick Wilhelm Mauritz Pauli, Gustav Oxenstierna och Karl Magnus Silfverhielm privilegium för att uppföra en stångjärnshammare med två härdar vid Stångån i Vimmerby landsförsamling. Storebros första masugn låg i Forserum, men 1736 fick bruket en egen masugn i Storebro.
År 1808 köptes bruket av Claes Fries (1778–1849), som anlade ett gjuteri och 1829 också en manufaktursmedja. Han lät också 1824 uppföra Storebro herrgård. 
På 1880-talet upphörde tackjärntillverkningen och 1912 stångjärnssmidet, men 1864 hade bruket startat en mekanisk verkstad med produktion av jordbruksredskap, järnspisar och olika verkstadsmaskiner. Omkring 1910 började bruket tillverka råoljemotorer och metallsvarvar, senare andra verkstadsmaskiner.
Vid 1900-talets början hade Storebro bruk gjuteri, mekanisk verkstad och en nybyggd sulfitmassafabrik från 1904, och som efterträdde en sulfitfabrik som var en ombyggnad från 1880 av ett 1850 anlagt brännvinsbränneri. Sulfitfabriken såldes 1910 till AB Brusafors-Hällefors och lades ned omkring 1918.

## Maskintillverkning
Ivar Gustafsson som börjat arbeta på bruket på 1920-talet kunde i sept 1933 tillverka sin första egna svarv. Insatsen till deras företag var den uteblivna lönen från nödåret 1932 som man fick byta mot gjutmodeller till en äldre svarv som producerats 1915. Med den och en egen insats om 2000 kronor kom företaget i gång. Namnet blev Örnmaskiner taget från rörelsen Unga Örnar. I folkmun fick den även namnet firma Natt och Dag. 
År 1963 köpte Örnmaskiner Storebro bruk. Företagen slogs samman under namnet Storebro bruks AB.

## Båttillverkning

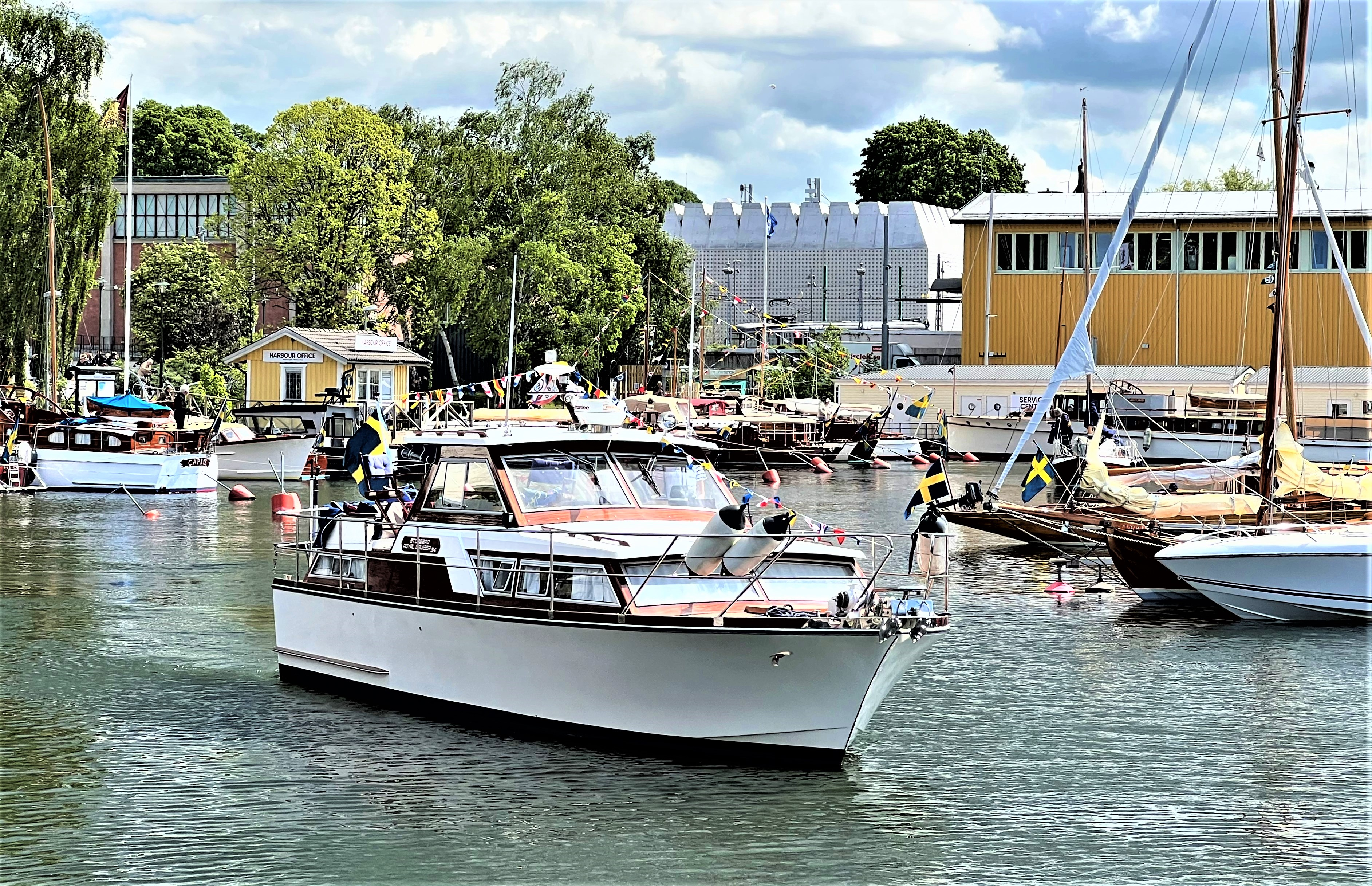
En Storebro Royal Cruiser 34 i Wasahamnen i Stockholm

Örnmaskiner påbörjade 1946 tillverkning av båtar. Första båten var en roddbåt som tillverkades av estländska snickare som under kriget flytt till Vimmerby. 1965 tog ägarna över Storebro bruk och slog samman verksamheten under namnet Storebro Bruks AB. 
Båttillverkningen fortsatte under varumärket Storebro av civila och militära båtar, bland annat den svenska amfibiekårens Stridsbåt 90E, en enmotorig kolfiberlaminatsbåt som är cirka 12 m lång. Den större och vanligare tvåmotoriga varianten, Stridsbåt 90H, tillverkas av Dockstavarvet. Man hade också baserat en civil daycruiser, J32, på Stridsbåt 90E. J32 har den ovanliga egenskapen att tack vare vattenjetaggregatet och det förstärkta skrovet kan köra "rakt upp på land" precis som den militära versionen. I Tyskland marknadsfördes båtarna under varumärket Adler.
1966 lanserades den drygt 10 meter långa motorbåten Storö IV. Båtmodellen genomgick sedermera såväl namnbyten som löpande modifieringar och namnbyten. Storö IV, Storebro 34 och Royal Cruiser 34 ingår alla i samma modellfamilj. Modellen lade grunden till att Storebrobåtarna kom att betraktas som lyxbåtar och direktörens självklara val.

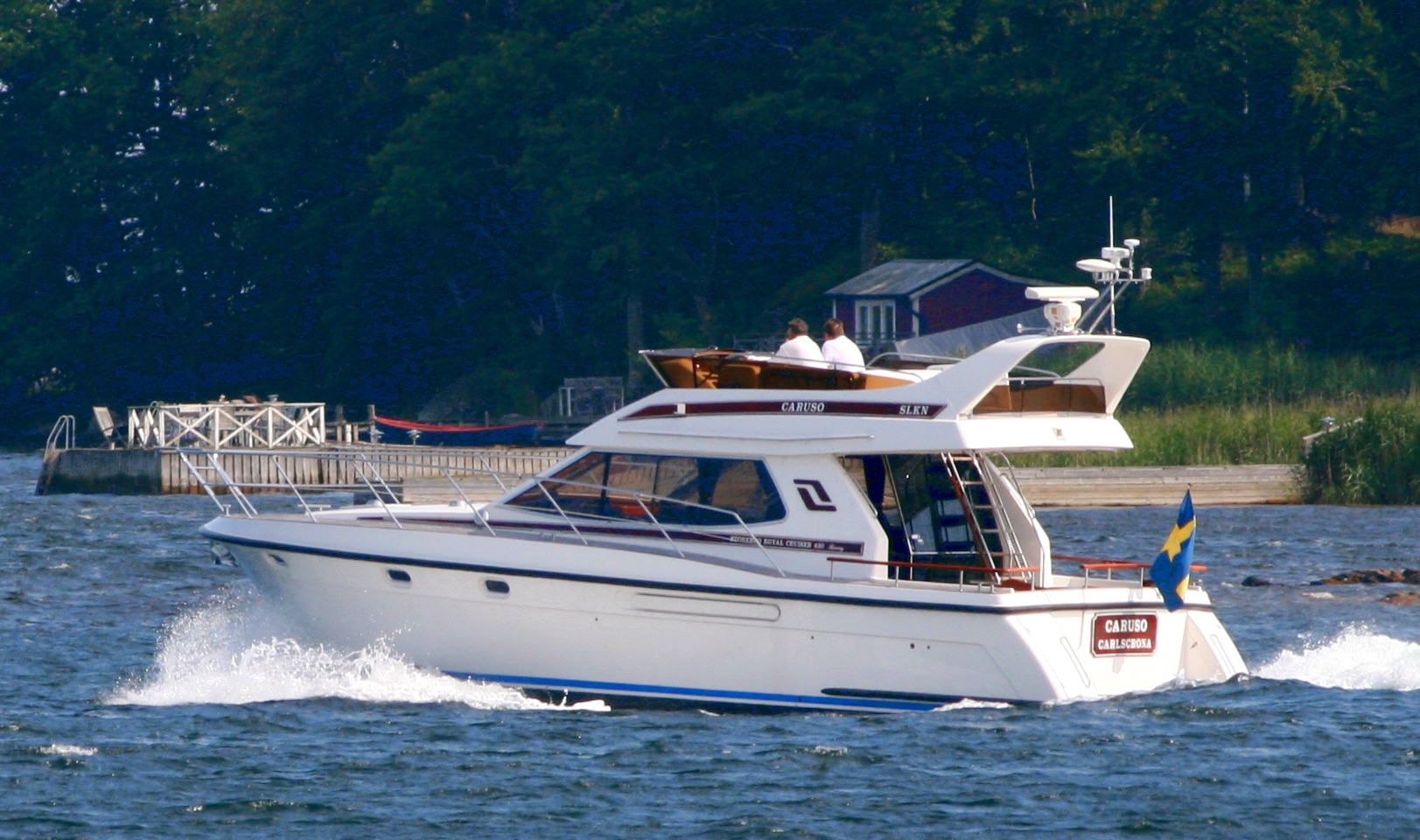
En Storebro Royal Cruiser 430 Biscay.

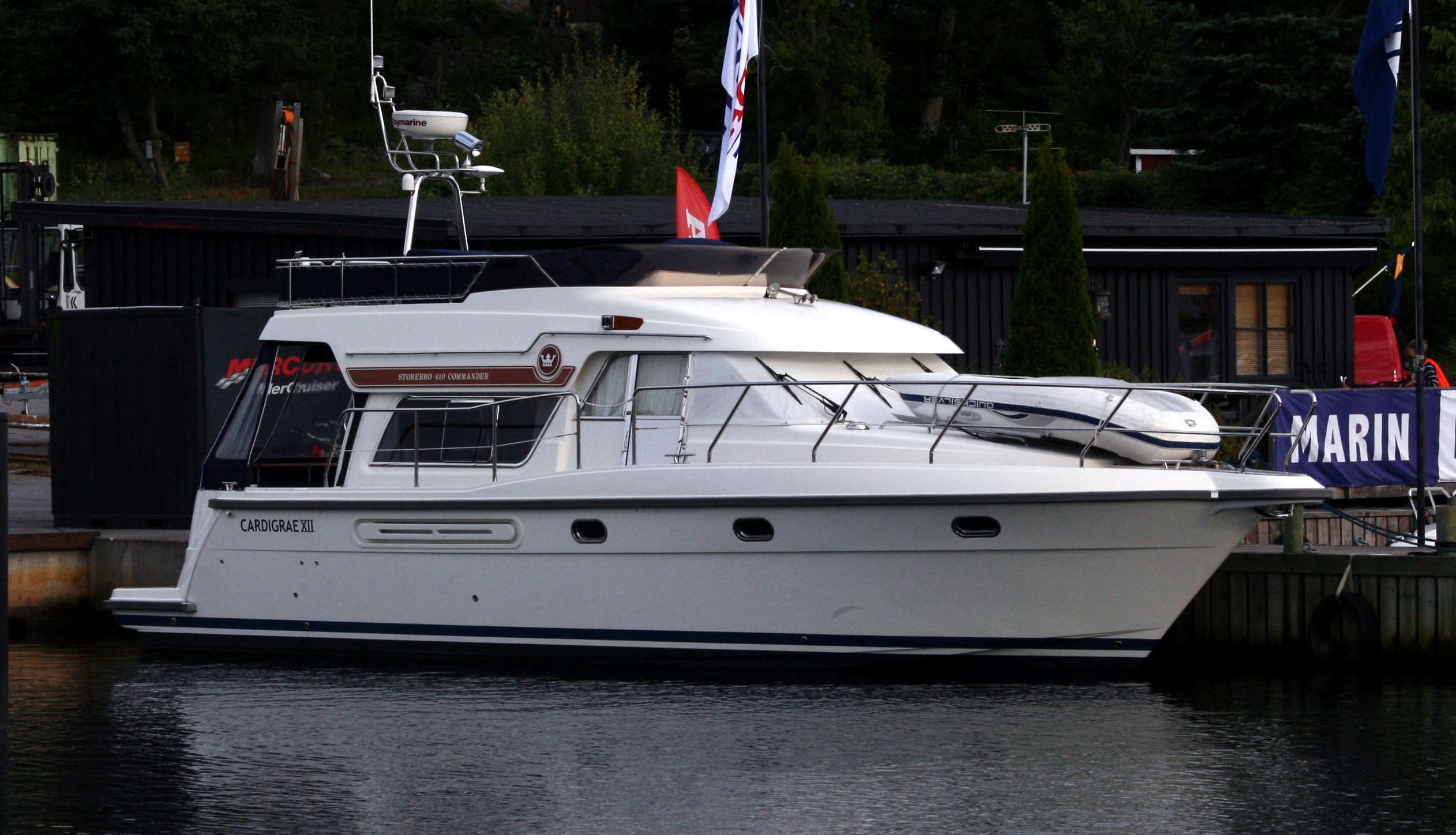
Storebro 410 Commander 2009.

På 80- och 90-talet började Storebro att bygga större motorbåtar i plast som levererades till kunder i bland annat Mellanöstern och Asien. Storebro blev under dessa år känt för att producera båtar i premiumklass. I början av 2000-talet köptes Storebro Boats AB av en annan svensk båttillverkare, Nimbus. Nimbus köptes senare i sin tur av det svenska riskkapitalbolaget Altor. 2012 försattes Nimbuskoncernen i konkurs. Storebro Boats AB köptes därefter från konkursboet av en privatperson som uppgav att han realiserade en pojkdröm.

## Delning av företaget
Storebro bruks verksamhet delades 1985. Familjen sålde av den mekaniska delen till företaget Caterva. 1991 gick Storebro Machine Tools AB gick i konkurs. Idag återfinns den mekaniska verksamheten med alla manuella maskiner i bolaget i Storebro Industrier nya AB med maskinrenovering, reservdelar och service. Tillverkningen av CNC-maskiner fortsatte i nya Storebro Machine Tools, som 2000 omlokaliserades till Varberg.